# 2001 en Algérie
Chronologie de l’Algérie
- 1997
- 1998
- 1999
- 2000
- 2001
- 2002
- 2003
- 2004
- 2005

Cet article présente les faits marquants de l'année 2001 en Algérie ou relatifs à l'Algérie; datation selon le calendrier grégorien.

## Événements
- 18 avril : en Kabylie (Algérie), l’assassinat de Massinissa Guermah, un jeune kabyle de 18 ans, par la gendarmerie algérienne à Beni Douala provoque plusieurs mois d’émeutes : le Printemps noir. La répression fera au total 123 morts et des milliers de blessés[1].
- 1er mai : la répression des émeutes en Kabylie entraîne la démission de deux ministres du gouvernement. Ils appartiennent au Rassemblement pour la culture et la démocratie[2].
- 31 mai : Gouvernement Benflis II.

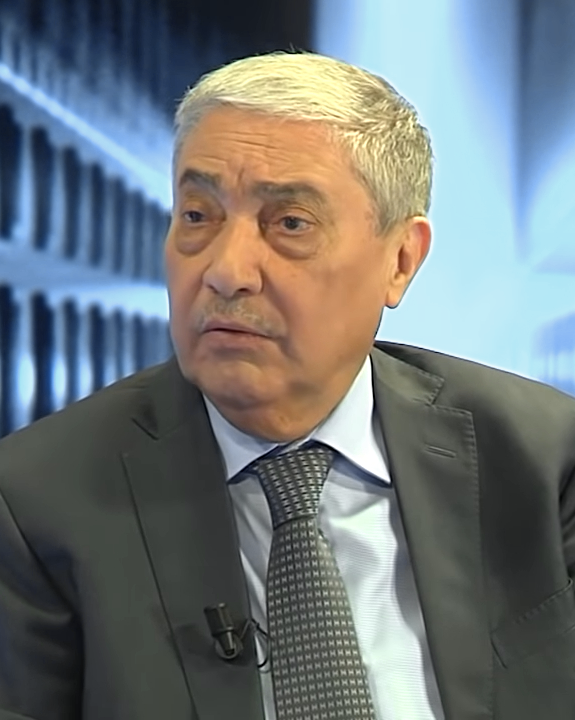
Ali Benflis en 2019.

- Juillet 2001 : affaire des femmes violentées de Hassi Messaoud. Il s'agit de plusieurs attaques particulièrement violentes sur des femmes résidant dans la ville de Hassi Messaoud en Algérie en juillet 2001 et au procès qui en a découlé.
- 3 octobre : le premier ministre algérien annonce une réforme constitutionnelle faisant de la langue berbère une langue nationale[2].
- 10 novembre : inondations et coulées de boue tuent plus de 700 personnes en Algérie[2].

## Sports

### Cyclisme
- Tour d'Algérie 2001

### Football
- Équipe d'Algérie de football en 2001
- Championnat d'Algérie de football 2000-2001
- Championnat d'Algérie de football 2001-2002
- Championnat d'Algérie de football de deuxième division 2000-2001
- Championnat d'Algérie de football de deuxième division 2001-2002
- Championnat d'Algérie de football de troisième division 2000-2001
- Championnat d'Algérie de football de troisième division 2001-2002
- Coupe d'Algérie de football 2000-2001
- Coupe d'Algérie de football 2001-2002
- Saison 2000-2001 de l'USM Alger
- Saison 2001-2002 de l'USM Alger
- Saison 2000-2001 de l'USM Blida
- Saison 2001-2002 de l'USM Blida
- Saison 2000-2001 du MO Constantine
- Saison 2001-2002 du MO Constantine

### Handball
- Équipe d'Algérie masculine de handball au Championnat du monde 2001

## Culture

### Cinéma
- L'Autre Monde, film algérien réalisé par Merzak Allouache, sorti en 2001.
- Frantz Fanon, une vie, un combat, une œuvre, documentaire réalisé par Cheikh Djemai en 2001.
- Inch'Allah dimanche, film algéro-français de Yamina Benguigui, sorti en 2001. Il est tourné en Algérie et en France.
- Little Senegal, film franco-germano-algérien réalisé par Rachid Bouchareb, sorti en 2001.

## Naissances en 2001
- Naissance en Algérie en 2001

## Décès en 2001
- Décès en Algérie en 2001